# Saint-Germain-des-Angles
Saint-Germain-des-Angles là một xã của tỉnh Eure, thuộc vùng Normandie, miền bắc nước Pháp.